# Myélopathie cervicoarthrosique

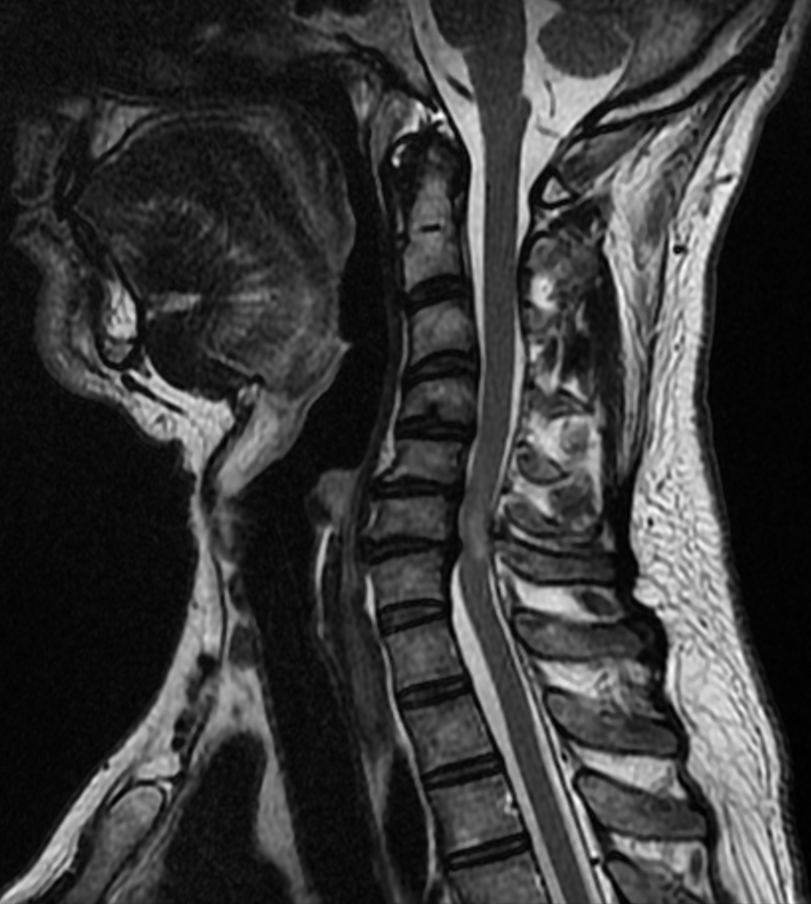
Myélopathie compressive au niveau des vertèbres cervicales C6-C7.

La myélopathie cervicoarthrosique est une pathologie de la moelle spinale liée à une compression mécanique au niveau cervical.

## Physiopathologie
La maladie survient en général après 50 ans, le plus souvent chez les hommes. Elle est liée au développement progressif d'anomalies du rachis cervical en rapport à des microtraumatismes répétés (mouvements répétitifs de flexion/extension du cou) : ostéophytes vertébraux, saillies des disques intervertébraux, épaississement ligamentaire.

## Diagnostic
Les symptômes de la maladie évoluent en général lentement, sur plusieurs mois, à mesure que s'aggravent les lésions du rachis. Dans de rares cas, une aggravation brutale peut s'observer après un mouvement brutal ou un traumatisme du cou.
On retrouve :
- un syndrome rachidien : douleurs cervicales spontanées ou provoquées par la palpation, raideur, déformations ;
- un syndrome lésionnel dû à la compression des racines nerveuses par les déformations du rachis cervical : douleurs et paresthésies (picotements, fourmillements) dans un ou les deux bras, avec troubles de la motricité, abolition d'un ou de plusieurs réflexes, amyotrophie (fonte musculaire), crampes, fasciculations musculaires ; les troubles sensitifs sont plus rares ;
- un syndrome sous-lésionnel dû à la souffrance des fibres nerveuses qui cheminent dans la moelle, par compression, se manifestant par des :
  - anomalies motrices : claudication pyramidale, troubles de la motricité des membres inférieurs, signe de Babinski bilatéral, hyperréflexie ostéotendineuse, steppage ;
  - anomalies sensitives, variables selon la topographie de l'atteinte : en général, la compression est postérieure et donne donc un syndrome cordonnal postérieur avec troubles de la sensibilité profonde ; ces anomalies sont en général bilatérales, sans limite supérieure nette ;
  - troubles sphinctériens : en général discrets et tardifs (on peut observer des mictions impérieuses, une dysurie).

## Examens complémentaires
Le meilleur examen explorant la moelle est l'IRM médullaire, qui doit être réalisée en première intention en cas de compression manifeste.
Les autres examens sont :
– radiographies du rachis de face, profil, 3/4 droit et gauche qui pourra retrouver les ostéophytes, des signes indirects de compression ;
– scanner médullaire, avec et sans injection d'iode ;
– la ponction lombaire avec analyse du liquide cérébrospinal est inutile (car le plus souvent normale) ;
– la myélographie n'est presque plus réalisée, mais reste utile si l'IRM est impossible.

## Traitement
Il existe deux possibilités de prise en charge, en fonction de l'impact de la maladie sur le patient, qu'il convient de bien évaluer. Dans tous les cas, les anomalies rachidiennes sont très fréquentes après 50 ans et des anomalies morphologiques détectées par l'imagerie sans aucun signe fonctionnel ne doivent pas justifier un traitement.
- Symptomatologie modérée, peu invalidante : traitement médical et physique :
  - mise au repos du rachis cervical : port d'une minerve cervicale, arrêt de travail en cas de tâches pénibles ;
  - kinésithérapie : tractions cervicales douces ;
  - antalgiques et anti-inflammatoires non stéroïdiens en cas de douleurs ;
  - les infiltrations de glucocorticoïdes peuvent être discutées avec le patient ;
  - surveillance de l'évolution de la maladie, éducation du patient pour la prévention des facteurs d'aggravation.

- Symptomatologie sévère et invalidante, patient motivé par la chirurgie et sans contre-indications opératoires : traitement chirurgical :
  - laminectomie étendue en cas d'atteinte diffuse de plusieurs étages rachidiens ;
  - chirurgie par voie antérieure avec réduction des ostéophytes, discectomie, arthrodèse lorsque l'atteinte est limitée à une ou deux vertèbres cervicales.